# Rodadas de negociação do comércio internacional
As negociações no âmbito do antigo GATT e, atualmente, da Organização Mundial do Comércio são chamadas de rodadas (em português brasileiro) ou rondas (em português europeu). A cada rodada ou ronda é lançada uma agenda de temas que a serem discutidos entre os membros da OMC com o objetivo final de estabelecer acordos comerciais.
O Artigo XXVIII do GATT prevê as rodadas como forma de os membros da OMC negociarem e decidirem sobre a diminuição das tarifas de  importação e a abertura dos mercados, por exemplo.
No âmbito do GATT, de 1947 a 1994, ocorreram oito rodadas de negociação; na OMC, em 2001, iniciou- se a Rodada Doha, ainda em curso.

## Resumo
As rodadas multilaterais de comércio ocorridas sob o sistema GATT-OMC foram as seguintes:
| Rodada | Local         | Período das negociações | Número de países participantes | Temas cobertos                                                                                            |
| ------ | ------------- | ----------------------- | ------------------------------ | --- |
| 1ª     | Ronda Genebra | 1947                    | 23                             | Tarifas                                                                                                   |
| 2ª     | Ronda Annecy  | 1949                    | 13                             | Tarifas                                                                                                   |
| 3ª     | Ronda Torquay | 1950,51                 | 38                             | Tarifas                                                                                                   |
| 4ª     | Ronda Genebra | 1955,56                 | 26                             | Tarifas                                                                                                   |
| 5ª     | Ronda Dillon  | 1960,61                 | 26                             | Tarifas                                                                                                   |
| 6ª     | Ronda Kennedy | 1964,67                 | 62                             | Tarifas e medidas antidumping                                                                             |
| 7ª     | Ronda Tóquio  | 1973,79                 | 102                            | Tarifas, medidas não tarifárias, cláusula de habilitação                                                  |
| 8ª     | Ronda Uruguai | 1986,94                 | 123                            | tarifas, agricultura, serviços,propriedade intelectual, medidas de investimento, novo marco jurídico, OMC |
| 9ª     | Ronda de Doha | 2001 até os dias atuais | 149                            | tarifas, agricultura, serviços, facilitação de comércio, solução de controvérsias, "regras"               |

## Rodadas de Genebra a Tóquio[2]
Foram oito rodadas de negociação realizadas pelo GATT. A primeira rodada concentrou-se na redução das tarifas de comércio. Depois, a Rodada Kennedy, em meados dos anos 1960, trouxe um acordo antidumping e discussões sobre o desenvolvimento.
A Rodada Tóquio, em 1973, foi a primeira tentativa importante de acabar com as barreiras não tarifárias (acordos contra barreiras não-tarifárias). Como esses acordos multilaterais não eram inteiramente aceitos por todos os membros do GATT foram chamados informalmente de "códigos". Muitos desses "códigos" foram alterados na Rodada do Uruguai e se tornaram compromissos multilaterais aceitos por todos os membros da OMC. Apenas quatro deles permaneceram plurilaterais (compras governamentais, carne bovina, aviões civis e produtos lácteos). Porém, em 1997 os membros acordaram em modificar os acordos quanto à carne bovina e quanto aos produtos lácteos.

## Rodada do Uruguai[3]
Antes do 40º. Aniversário do GATT, seus membros concluíram que era necessário adaptá-lo à nova economia global. Havia uma série de problemas identificados em 1982 – Declaração Ministerial: estrutura deficiente, impacto na política de outros países que o GATT não podia lidar, etc.
A oitava rodada do GATT, conhecida como Rodada do Uruguai, foi lançada em setembro de 1986, em Punta Del Leste, no Uruguai. Foi a maior negociação sobre comércio até então: as discussões pretendiam estender o sistema comercial para novas áreas, principalmente, no setor de serviços, de propriedade intelectual, da agricultura e dos têxteis.
Pretendia-se terminar a rodada em dezembro de 1990, mas os Estados Unidos (EUA) e a União Europeia (UE) discordaram quanto à reforma na área agrícola e decidiram ampliar as discussões. Finalmente, em novembro de 1992, os EUA e a UE encerraram suas diferenças num acordo informalmente conhecido como "Acordo da Casa de Blair"("The Blair House Accord"). Em 15 de abril de 1994, o acordo foi assinado pelos ministros da maioria dos 123 governos participantes do encontro realizado em Marraquexe, Marrocos. O acordo estabelecia o surgimento da OMC, como uma organização permanente sobre o comércio internacional, que entrou em vigor em 1º.de Janeiro de 1995 e substituiu o GATT.
O GATT ainda existe como um acordo base da OMC. Foi modificado pela Rodada do Uruguai. Há uma diferença entre o GATT 1994 (com partes alteradas) e o GATT 1947 (acordo original que ainda compõe o cerne do GATT 1994). A GATT 1994 não é o único acordo incluído no Ato Final (Final Act): uma longa lista de aproximadamente 60 acordos, anexos, decisões e entendimentos foram adotados. Os acordos têm uma estrutura que pode ser dividida em seis partes:
1. O acordo que estabelece a OMC
2. Bens e Investimentos – acordos multilaterais de comércio de bens que incluem o GATT 1994 e o Trade Related Investment Measures - TRIMS
3. Serviços – Acordo Geral de Comércio de Serviços
4. Propriedade Intelectual – TRIPS
5. Dispute Settlement  ("Acordo sobre disputas")
6. Revisões das políticas governamentais de comércio – TPRM

## Rodada Doha
A Agenda de Desenvolvimento de Doha estabelece os temas a serem discutidos na Rodada Doha. Teve início com a quarta Conferência Ministerial que ocorreu em Doha no Qatar em novembro de 2001. Doha tinha um objetivo ambicioso de fazer a globalização menos excludente e ajudar os países mais pobres com a retirada de barreiras e dos subsídios agrícolas. De acordo com a Declaração de Novembro de 2001 estabeleceu-se que na Rodada Doha o comércio internacional tem um papel importante na promoção do desenvolvimento econômico e na redução da pobreza.
Admitiram que reconhecem a particular vulnerabilidade dos países em desenvolvimento e as especiais dificuldades estruturais que eles enfrentam na economia global. Também afirmaram um comprometimento aos países em desenvolvimento marginalizados no comércio internacional. Além de  se preocuparem em melhorar a efetiva participação destes no sistema multilateral de comércio.
As discussões foram muito controvertidas e o acordo não foi alcançado, apesar da intensa negociação na quinta Conferência Ministerial que ocorreu em Cancún em 2003.  Muito progresso se deu no ano seguinte como um reflexo da adoção do Pacote de Julho também chamado de Pacote de Agosto. A sexta Conferência Ministerial que se deu em Hong Kong em 13 de dezembro de 2005 também foi frutífera e alcançou o consenso.
As Conferências Ministeriais adotaram uma declaração que impunha data para o término das negociações de temas específicos. A reunião terminou em impasse, por causa da divergência em relação ás politicas protecionistas e aos subsídios adotados pelos países desenvolvido. Em 2001, as negociações foram retomadas em Doha, mas não houve progressos significativos em relação ao discurso de Seattle.

### Desafios
- Combater a desigualdade nos níveis de desenvolvimento de seus membros. Necessidade de desenvolvimento dos países menos desenvolvidos.
- Recuperar a capacidade dos Países com menor desenvolvimento relativo (PMDR) de promover políticas autônomas de desenvolvimento para gerar renda e desenvolvimento interno e reduzir sua dependência de recursos financeiros externos.

### Resultados de Doha após cinco dias de negociação
Divergências em todos os temas tratados, principalmente entre os países desenvolvidos e os países em desenvolvimento.
4 documentos:
1. Declaração Ministerial
2. Decisão sobre Temas e Preocupações Relacionadas à Implementação
3. Declaração sobre o Acordo TRIPS e Saúde Pública
4. Comunicação do Presidente do Conselho Geral

### Alguns temas que preocupam os países em desenvolvimento
1)TRIPS e Saúde Pública (Brasil, Índia e África do Sul defenderam a saúde pública como exceção ao livre comércio).
O Acordo sobre o direito de propriedade intelectual relacionado ao comércio teve uma exceção expressa - no item 4 da declaração sobre o tema - para os caso de proteção da saúde pública, ex, alcançada sob forte pressão dos países em desenvolvimento.
A redação deste item criou polêmica. Os países desenvolvidos preferiam uma redação menos categórica (menos abrangente), que ressaltasse que as medidas para a proteção da saúde pública devem ocorrer no âmbito do Acordo sobre o Trips, aproveitando a flexibilidade que ele oferece e não violando suas disposições, já que foi feita em uma declaração sobre a saúde pública. Já os países em desenvolvimento preferiam uma redação mais genérica no sentido de que o Acordo não impedirá a adoção de políticas públicas de saúde e de que ele será interpretado e aplicado de forma a acomodar tais medidas.
2)Implementação dos acordos da Rodada do Uruguai – demanda dos países em desenvolvimento.
A decisão faz apenas um registro das preocupações dos países em desenvolvimento. Não se estabelecem obrigações em favor desses países. Portanto, a obtenção de benefícios concretos dependerá da evolução das futuras negociações.
3)Programa de trabalho aprovado na Declaração Ministerial: relação dos temas e os prazos para negociá-los. As referências aos objetivos das negociações são genéricas. Um acordo só foi possível em função de uma agenda de negociações abrangente. Única forma encontrada para que todos aderissem às negociações. A aceitação de negociar temas que não sejam de interesse para determinada parte é compensada pela inclusão de outros temas de seu interesse.
4)Declaração – Agricultura:
Os estados-membros se comprometem a realizar negociações com o objetivo de melhorar substancialmente o acesso a mercado de produtos agrícolas, reduzir com vistas a eliminar, todas as formas de subsídios à exportação e a realizar reduções substanciais no apoio doméstico ou interno que tenha efeitos distorcidos sobre o comércio.
5)Subsídios e antidumping:
Estados-membros concordam em realizar negociações com o objetivo de esclarecer e aperfeiçoar as disciplinas dos subsídios e das medidas antidumping. Mas devem ser preservados os conceitos básicos, princípios e efetividade. Não se aceita uma revisão ampla dos acordos.
6)Ampla agenda negociada contém disposições programáticas. A principal obrigação que resulta para os países-membros é a de participar das futuras negociações e levar em consideração as ponderações, preocupações e visões expressadas sobre cada tema.
7)Novos temas:
Países desenvolvidos: têm pressionado pela inclusão de temas como padrões ambientais e cláusulas trabalhistas como forma de melhor combater, por meio de sanções comerciais práticas que não estejam de acordo com tais regras.

## Acordos
Os acordos abaixo são os que compõem a Organização Mundial de Comércio (OMC), são os marcos regulatórios do Sistema Multilateral de Comércio. Os acordos no âmbito da OMC estabelecem as regras para o comércio internacional. Estes acordos são frutos de grandes negociações entre os membros da OMC, são ratificados e o parlamento de cada país membro aprova tais acordos e, assim, passam a vigorar e regular as trocas internacionais. A OMC possui o papel de implementar e verificar o cumprimento de tais acordos.
O grande número de acordos firmados na OMC trouxeram novos elementos para o comércio internacional. Os serviços, bens não agrícolas e acordos sobre investimentos foram incluídos na regulação da OMC o que permitiu uma maior liberalização do comércio internacional.
Em oposição existem vários acordos que podem diminuir a liberdade das trocas entre os países, como os acordos com exigências técnicas e medidas de salvaguarda.

### Os acordos multilaterais sobre o comércio de bens

#### Acordo Geral sobre Tarifas e Comércio1994
Muitos artigos do velho Acordo Geral de 1947 foram objeto de novas interpretações, cujo produto final consistiu em um conjunto de sete textos, que compõem conjuntamente com o texto básico de 1947 e outros textos adicionais o chamado GATT 1994. Cabe destacar os entendimentos relativos aos artigos XII e XVTH, que contêm disposições referentes à aplicação de medidas restritivas em caso de desequilíbrio no balanço de pagamentos; o artigo XXIV que dispõe sobre a formação de uniões aduaneiras e zona de livres comércio; artigo XXV que trata de dispensa de obrigações; artigo XXVII, que contém modificações das listas de concessões tarifárias e artigo XXXV que versa a não aplicação do Acordo Geral.
Entendimentos sobre a interpretação de artigos: II 1(b);VI, VII, XVII, XXIV, XXVIII, XXXV, Entendimento sobre as Disposições Relativas a Balanço de Pagamentos do Acordo Geral sobre Tarifas e Comércio 1994, Entendimento sobre Derrogações (waivers) de Obrigações sob o Acordo Geral sobre Tarifas e Comércio 1994 e o Protocolo de Marraquexe.

#### Acordo sobre Agricultura
O Acordo sobre Agricultura é um dos textos jurídicos incluídos na Ata Final do acordo geral que levou à constituição da OMC. Foi negociado na Rodada Uruguai 1986–94 e constitui um considerável primeiro passo no sentido de uma concorrência mais justa e um setor menos distorcido. Inclui compromissos específicos dos países membros da OMC para o melhoramento do acesso a mercados e a redução dos subsídios que distorcem o comércio agrícola. Esses compromissos têm um período de implementação de mais de seis anos (dez anos para os países em desenvolvimento), iniciado em 1995.

#### Acordo sobre a Aplicação de Medidas Sanitárias e Fitossanitárias
Estabelece as regras básicas que deverão ser observadas pelos membros ao formularem suas normas relacionadas à segurança alimentar e à sanidade animal e vegetal. Os países são livres para estabelecer suas próprias normas e decidir o nível de proteção adequado a sua população, inclusive aplicando normas mais rigorosas que as internacionalmente aceitas se existir justificação científica para tal. Os regulamentos adotados devem se basear em princípios científicos e só devem ser aplicados na medida necessária para proteger a saúde das pessoas e dos animais, ou ainda, para preservar os vegetais. Aos membros é permitido, em certa medida, aplicar o Princípio da Precaução, conferindo, assim, prioridade à segurança das populações frente a incertezas científicas. Os membros devem primar pela transparência no processo regulatório. Assim, devem publicar previamente os regulamentos sanitários e fitossanitários novos, ou as modificações existentes, e estabelecer um serviço responsável por facilitar essas informações.

#### Acordo sobre Têxteis e Vestuário
Acordo temporário, acordo de transição (1994-2004). Tinha o propósito de acabar paulatinamente com o sistema de cotas imposto aos países em desenvolvimento pelo Acordo Multifibras (1974-1994). Possuía duas características: i) eliminação das restrições para produtos cobertos por acordos bilaterais negociados no Acordo Multifibras em quatro estágios até a completa eliminação das cotas e ii) o aumento das cotas para produtos que permaneceriam sob restrições, a uma taxa fixa. Mecanismos de Salvaguardas transitórios e medidas antidumping criaram novas restrições. As cotas tinham o papel de frear o impulso exportador dos países em desenvolvimento e proteger as empresas dos países desenvolvidos. O Acordo sobre Têxteis e Vestuário visava também integrar o comércio de artigos têxteis e confeccionados às regras da OMC. No entanto, a partir de 2005 passou a vigorar a liberalização no comércio mundial do setor têxtil.

#### Acordo sobre Barreiras Técnicas ao Comércio
Os regulamentos técnicos sobre os produtos variam de país para país e se forem elaborados de maneira arbitrária podem ser utilizados como medidas protecionistas. Portanto, o Acordo sobre Barreiras Técnicas ao Comércio procura garantir que as normas e os regulamentos técnicos não criem obstáculos ao comércio. Este acordo reconhece o direito de cada país em adotar normas que considerem adequadas para a proteção da saúde e da vida das pessoas, dos animais ou a preservação dos vegetais, do meio ambiente ou ainda dos interesses dos consumidores. São este os objetivos legítimos para adoção de medidas restritivas. Para evitar uma diversidade excessiva, o Acordo encoraja os países a adotarem normas internacionais para a elaboração de seus regulamentos técnicos e procedimentos de avaliação. Há incentivos à participação dos países membros nas instituições de normalização internacionais apropriadas para a elaboração de normas internacionais para os produtos que tenham adotado ou que prevejam adotar regulamentos técnicos.

#### Acordo sobre Medidas de Investimento Relacionadas ao Comércio
O Trims reconhece que certas medidas de investimento limitam e distorcem o comércio e que, por isso, não devem ser aplicadas, como é o caso das medidas de investimento que contrariam os artigos III e XI, tratamento nacional e proibição de restrições quantitativas, respectivamente. Uma lista de medidas de investimento julgadas incompatíveis está apensa ao acordo e inclui exigências locais e de "trade balancing" (equilíbrio comercial). As medidas em vigor nos países desenvolvidos devem ser extintas no prazo de dois anos e nos países em desenvolvimento num período de cinco anos. Considerando os objetivos almejados pelos EUA nas negociações os resultados alcançados aqui foram modestos. Os esforços tiveram que se restringir a medidas relacionadas apenas ao comércio de bens, não incluindo a seara de investimentos de companhias no exterior.

#### Acordo sobre a Inspeção Pré-Embarque
Confirma que os princípios e obrigações do GATT se aplicam às atividades das empresas privadas contratadas por governos (geralmente de países em desenvolvimento com infra-estrutura administrativa inadequada) para verificar dados de preço, quantidade e qualidade de mercadorias exportadas, com o objetivo de proteger interesses financeiros nacionais. As negociações foram antecipadas por ter havido queixas encaminhadas por certos exportadores europeus e norte-americanos que se consideraram prejudicados por práticas abusivas, sobretudo na forma de demandas de informações não razoáveis, que resultaram em atrasos nos embarques e, consequentemente, em custos adicionais. Tentativa de equilíbrio entre as legítimas necessidades tanto dos exportadores quanto dos importadores.

#### Acordo sobre Regras de Origem
Não prescreve regras substantivas sobre como determinar o país de origem de uma mercadoria importada. Limita-se a criar um Comitê no âmbito do GATT e um Comitê Técnico sob a responsabilidade do Conselho de Cooperação Aduaneira, em Bruxelas, com a finalidade de executar, dentro de um período de três anos, um programa de harmonização de todas as regras de origem e das exceções feitas à outorga de preferências tarifárias. Até que se finalize esse programa, os membros farão o possível para assegurar que suas regras sejam transparentes, não tenham efeitos restritivos, distorcidos ou desorganizadores sobre o comércio internacional e sejam administradas de maneira consistente, uniforme, imparcial e razoável.

#### Acordo sobre o Procedimento para Licenciamento de Importações
Define tais procedimentos como medidas de natureza administrativa que atuam como uma autorização prévia. Não restringe a aplicação da exigência de licenciamento somente aos produtos passíveis de serem licenciados. Não há qualquer regra relativa ao número ou ao tipo de produtos que restrinja a aplicação de procedimentos de licenciamento. Os princípios gerais do acordo referem-se ao procedimento em si: não discriminação e transparência. Estabelece-se que os procedimentos de licenciamento não podem ser óbice adicional ao comércio.

#### Acordo sobre Subsídios e Medidas Compensatórias
Compreende vários elementos que não existiam no seu predecessor, o Código de Subsídios da Rodada de Tóquio, relativo a interpretação e aplicação dos artigos VI, XVI e XXIII do GATT. Contém uma definição de subsídio e introduz o conceito de subsídio específico sujeito às disciplinas do acordo por ser concedido especificamente a uma empresa ou ramo de produção ou grupo de empresa ou ramos de produção dentro da jurisdição da autoridade outorgante. Estabelece três categorias de subsídio: os proibidos, como os concedidos em vinculação com o desempenho das exportações; os acionáveis e os não acionáveis, os de aplicação geral e os que envolvem assistência a pesquisa industrial e regiões desfavorecidas bem como certos tipos de assistência para adaptar infra-estrutura já existente a novos requisitos ambientais impostos por lei ou regulamentos.
A parte do acordo que se refere ao uso de medidas compensatórias aplicáveis às importações de produtos subsidiados fixa disciplinas para a abertura de processos, para investigações pelas autoridades nacionais e para a produção de provas de maneira a permitir que todas as partes interessadas possam apresentar informação e expor seus argumentos. Ao reconhecer que subsídios podem desempenhar papel relevante em programas de desenvolvimento econômico de países em desenvolvimento (e na transição das antigas economias de planejamento central para economias de mercado), o acordo isenta do cumprimento das obrigações relativas a subsídios à exportação, proibidos aos países de menor desenvolvimento relativo e os países em desenvolvimento de baixa renda per capita.
Outros países em desenvolvimento, como o Brasil, dispõem de oito anos a partir da entrada em vigor do acordo constitutivo da WTO para passar a cumprir aquelas obrigações. Dispõem, ademais, de um período de cinco anos para ajustamento de legislação vigente que pode ser interpretada como exigência de conteúdo local.

#### Acordo sobre Salvaguardas
Expande e explica as disposições do artigo XIX do Acordo geral. É importante, pois proíbe as chamadas medidas de zona cinzenta e adota medidas destinadas a proteger indústrias específicas contra aumentos súbitos e imprevistos de importações que causem ou ameacem causar danos a essas indústrias. Restrições voluntárias as exportações e acordos de organização de mercados são ilegais e as medidas deste tipo já existentes terão de se adaptar ao acordo ou ser gradualmente extintas dentro de um prazo de quatro anos. A maior controvérsia deste acordo girou em torno da seletividade (antiga tese comunitária de aplicação de medidas de forma discriminatória entre os supridores do produto sujeito à salvaguarda).
Dada a forte reação contrária de alguns países (Japão, Índia, Brasil, Austrália, etc) só restou a possibilidade descrita no parágrafo 9(b). Porém, terá que demonstrar em consultas realizadas por um Comitê de Salvaguardas que as importações dos parceiros discrimináveis cresceram desproporcionalmente com relação ao aumento total e que o afastamento do princípio basilar da não-discriminação se justifica e é equitativo para todos os supridores.

#### Acordo geral sobre Comércio de Serviços
As negociações sobre o comércio de serviços da Rodada do Uruguai resultaram num conjunto de três vetores: um acordo-quadro com obrigações básicas aplicáveis a todos os membros; um número de anexos relativos a situações especiais de setores de serviços individualmente considerados e um conjunto de listas nacionais de compromissos iniciais de liberalização assumidos pelas diferentes partes e passíveis de aplicação no futuro. O GATT tem também uma cláusula de nação mais favorecida. Prevê que sejam indicadas isenções específicas para certas atividades estipuladas em anexo. Também apresenta disposições relativas à integração econômica, exceções de caráter geral e exceções por motivos de segurança, assim como no GATT.

#### Acordos sobre Aspectos dos Direitos de propriedade Intelectual Relacionados ao Comércio
Divide-se em três partes: disposições gerais e princípios básicos, tais como tratamento nacional e uma cláusula de nação mais favorecida; direitos (copyright, marcas, apelações geográficas, desenhos industriais, patentes, etc) e obrigações dos membros no sentido de estabelecer procedimentos e remédios no contexto de suas legislações nacionais para assegurar que os direitos sejam efetivamente protegidos e respeitados. Representa um avanço considerável na consecução do objetivo de proporcionar maior proteção da propriedade intelectual.Os proponentes não foram inteiramente satisfeitos, porque, dentre outros pontos, consideraram excessivamente longos os períodos de transição aos países em desenvolvimento para conformarem-se a determinadas obrigações.

#### Entendimento Relativo às Normas e Procedimentos sobre Solução de Controvérsias
Fortalece substancialmente o sistema atual, ampliando as reformas introduzidas na Reunião Ministerial de Montreal (1988) de forma a incluir maior automatismo nas decisões sobre o estabelecimento, termos de referência e composição de painéis, como na própria adoção de recomendações dos painéis e mecanismo de apelação. Os membros poderão invocar qualquer acordo multilateral abrigado pela OMC como base jurídica. Nenhum membro determinará unilateralmente a ocorrência de uma violação deste ou daquele acordo ou suspenderá concessões a que têm direito uma ou mais partes, devendo recorrer as regras e procedimentos do sistema de solução de controvérsias.

### Acordos Comerciais Multilaterais
- Acordo Internacional sobre Carne Bovina
- Acordo sobre a Aviação Civil
- Acordo sobre Compras Governamentais
- Acordo Internacional sobre Lácteos

## Conferências Ministeriais
Na OMC, todas as decisões são tomadas em conjunto por todos os membros ou através de seus ministros (a cada dois anos nas conferências ministeriais) ou pelos embaixadores-delegados. As decisões são normalmente feitas por consenso.
O órgão decisório máximo na OMC é a conferência ministerial. Participam nas conferências todos os membros da OMC. Os países decidem por meio de cônsules ou comissões.  Esta conferência deve ser realizada pelo menos uma vez a cada 2 anos. Ela é competente para tomar decisões sobre todas as matérias dentro de qualquer acordo multilateral de comércio.
Muitas vezes não se alcança resultados concretos, mas defini-se uma agenda de trabalho, com mandatos e prazos, como também se avalia a implementação das matérias já acordadas.
Na OMC já ocorreram 9 Conferências Ministeriais. Sendo a última realizada  IX Conferência Ministerial da Organização Mundial de Comércio (OMC) realizou-se em Bali, na Indonésia, entre 3 e 7 de dezembro de 2013.

### Conferência Ministerial de Singapura - 9 a 13 de dezembro de 1996
De acordo com a Declaração Ministerial de Singapura, a Conferência Ministerial inaugural teve por objetivo reforçar o papel da OMC como instância de negociações e de busca da liberalização do comércio no quadro de um sistema fundado em regras. Também reforçar o objetivo da OMC de análise e de avaliação das políticas comerciais a nível multilateral.
Entre os temas aparecem o comércio, o meio-ambiente, serviços (serviços financeiros, movimento de pessoas, serviços de transporte marítimo e de telecomunicações - que não alcançou muitos avanços), mão-de-obra, a implementação do acordo sobre de têxteis e vestuários, entre outros.
Os países desenvolvidos e os países em desenvolvimento discordaram a respeito de 4 temas:  investimento, políticas de concorrência, transparência em compras públicas e facilitação de negócios. Estes ficaram conhecidos como os "temas de Singapura".

### Conferência Ministerial de Genebra- 18 a 20 de Maio de 1998
Ocorreu na Suíça, a Declaração Ministerial de Genebra conclui sobre o sucesso das negociações em telecomunicações e serviços financeiros e da implementação do Acordo de Informação Tecnológica. Reafirma esforços de auxílio dos países em desenvolvimento a se inserirem no comércio internacional.

### Conferência Ministerial de Seattle - 30 de novembro a 3 de dezembro de 1999
O objetivo era alcançar um compromisso mínimo para formar uma agenda de temas para uma nova rodada chamada Rodada do Milênio.
Entretanto, na terceira conferência Ministerial da OMC, realizada nos Estados Unidos, não conseguiram firmar um acordo para a nova rodada de negociações. Muito deste fracasso se deu pelas posições opostas dos principais atores da OMC, como EUA e EU.
Uma das questões de maior divergência foi sobre os subsídios agrícolas, a Declaração Ministerial de Seattle mostra que UE e Japão defendiam a manutenção dos subsídios agrícolas sob pressão contrária dos EUA. Outra disputa foi na área de produtos transgênicos, os EUA acusaram a UE de que o medo à biotecnologia era uma medida para defender o mercado europeu.
Outro fator que levou ao fracasso à Conferência foram as várias manifestações da população contra a OMC que tiveram de ser contidas com força policial.

### Conferência Ministerial de Doha - 9 a 13 de Novembro de 2001
Realizada no Qatar os ministros responsáveis acordaram o lançamento de uma nova rodada de negociações multilaterais que a princípio duraria 3 anos (concluída em 2005).
"A agenda negociadora é ambiciosa, superando inclusive a cobertura de temas da Rodada Uruguai, tida como a mais complexa negociação da história do GATT". Os principais objetivos: (1) Declaração Ministerial - lançando uma nova rodada multilateral e estabelecendo um programa de trabalho; (2) uma Declaração de TRIPS e acesso a medicamentos e saúde pública; e (3) Decisão sobre Questões de Implementação.

### Conferência Ministerial de Cancún - 10 a 14 de Setembro de 2003
Reunidos no México durante a conferência houve uma articulação dos países em desenvolvimento no chamado Grupo dos 20 (G-20, número que varia de acordo com tema) liderados por Brasil, China e Índia. Este grupo se reuniu tanto para resistir às demandas dos países desenvolvidos, como para pressionar pelo fim dos subsídios agrícolas concedidos pela União Europeia e pelos Estados Unidos. Por tais divergências e formação de grupos de pressão o encontro fracassou e não se chegou a nenhum consenso, o único entendimento foi da possibilidade de ser irreal uma agenda tão ampla. Outra resolução desta conferência foi o novo adiamento para o final da rodada de  de Doha.

### "Pacote de julho de 2004"
(Programa de Trabalho de Doha os membros da OMC chegaram a um acordo sobre a agenda das negociações futuras. O programa de trabalho eliminou os novos temas (os denominados temas de Cingapura), mantendo apenas a negociação sobre facilitação ao comércio, também esclareceu as obrigações referentes à redução de subsídios agrícolas e à eliminação de subsídios à exportação de produtos agrícolas e incluiu a questão do algodão (uma reivindicação de grande importância para alguns países africanos).

### Conferência Ministerial de Hong Kong - de 13 a 18 de dezembro de 2005
Após seis dias de negociações nesta conferência foi aprovado o "Manifesto dos Ministros de Hong Kong". Tal resolução permitiu grandes resultados no comércio de produtos agrícolas, no acesso ao mercado com relação a produtos não agrícolas, nos serviços e no tema de debate de desenvolvimento, a fim de proporcionar os projetos de incremento para os países em desenvolvimento, sobretudo para os subdesenvolvidos.
O resultado concreto do Manifesto é que os países industrializados abolirão os subsídios de todos os produtos agrícolas até o final de 2013 e o subsídio específico para exportação do algodão anulado já em 2006.
Para países desenvolvidos e para alguns países em desenvolvimento também ficou firmado a isenção de impostos alfandegários e o acesso a mercado sem quotas para todos os produtos dos países subdesenvolvidos antes de 2008.
Com isso, foi concluído cerca de 60% dos objetivos da Rodada Doha. De acordo com o Diretor Geral da OMC, Pascal Lamy, e também a possibilidade de voltar ao cronograma estabelecido para as negociações.
Quanto às negociações futuras, Lamy ainda disse que o foco são os problemas concretos, isto é, as formas de reduzir os subsídios dos produtos agrícolas e de facilitar o acesso ao mercado. Portanto, a OMC se focará em como implementar as diretrizes firmadas no Manifesto de Hong Kong  no prazo estabelecido para 30 de abril de 2006.
Na reunião, Tonga aderiu à OMC, dessa forma se tornou 150º país-membro da organização. O local e horário de sua 7ª Conferência Ministerial ainda não foram marcados.
Em paralelo, o Grupo G-20 dos países em desenvolvimento, firmado na Conferência de Cancun, reafirmou suas pretensões e sua posição em favor das medidas em prol dos países de menor desenvolvimento relativo (PMDR). Umas das posições fortes do G-20 era para o fim dos subsídios par os produtos agrícolas e especial demanda pelo fim do subsídio para exportação do algodão; tão como fortes oposições, mas como que puderam chegara  um acordo.
Em contrapartida, outras posições ficaram demarcadas como dos EUA e da EU contra medidas tão drásticas.

## Rodada Doha: O que mudou e o que pode mudar (previsões)

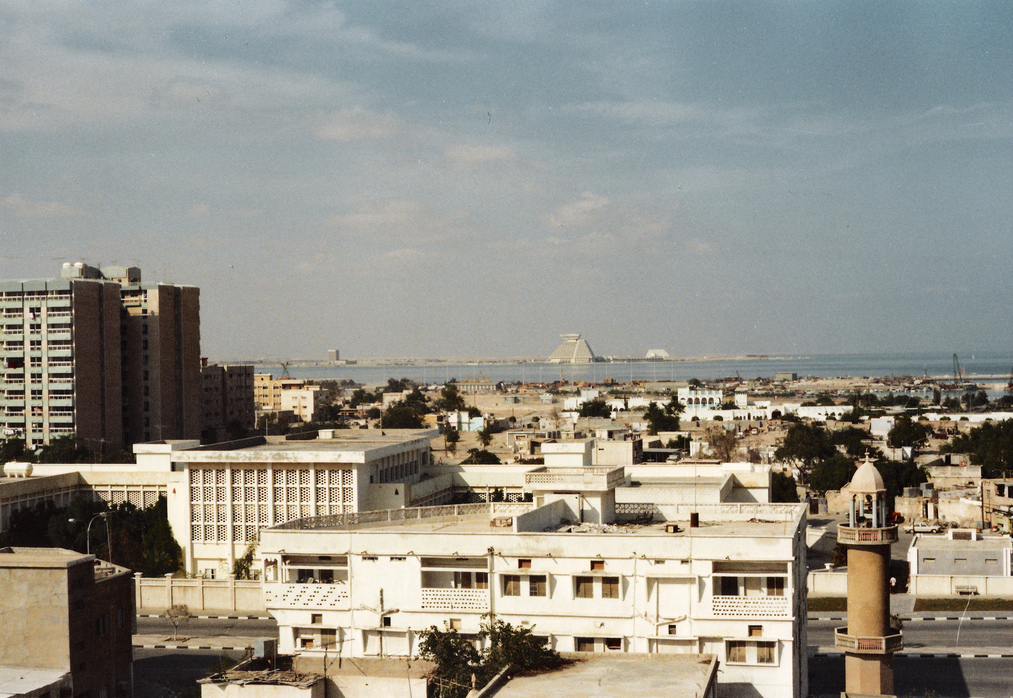
Doha

A Rodada Doha tem uma agenda muito extensa e complexa, pois possui temas muito diferentes,ela foi criada pela OMC, desde o comércio de bens agrícolas, ao meio ambiente, disposições sobre trocas de tecnologia, saúde, e mão-de-obra.

### Evolução do debate na OMC
A diversidade de temas foi o maior impasse nas primeiras negociações desta rodada. A Conferência Ministerial de Cancún acabou fracassando em virtude da divergência em alguns pontos que evitaram acordos em qualquer tema.
O resultado da Conferência em Cancún foi uma maior organização dos membros para pressionar nas negociações na OMC. Os países em desenvolvimento formaram o G-20 e outras frentes se apresentam para defender interesses específicos. Isso demonstra uma maior complexidade nos debates na OMC.
Outra tendência na forma dos debates são encontros bilaterais entre os membros nas Conferências Ministeriais. Com o objetivo de avançar nas negociações na Conferência Ministerial de Hong Kong ocorreu uma série de encontros com o diretor da Conferência, nos quais os ministros apresentam declarações elaboradas previamente sobre as demandas de cada país que depois serão apresentadas a todos os membros.
Outra novidade é a presença de ONGs nas negociações e debates na OMC. Na conferência de Cancún houve intensa pressão das ONGs, já em Hong Kong as ONGs estavam inseridas no debate. Uma lista de ONGs pode participar da Conferência e realizar reuniões sobre os temas em discussão na OMC. Foram incluídos novos atores na discussão do comércio internacional na OMC.

### Evolução da regulação e de temas na OMC
Apesar de uma agenda muito ampla, muitos acordos já foram firmados, o que demonstra evolução e concretização da agenda Doha.
Até a rodada de Doha a OMC era uma organização que regulava praticamente sobre o comércio internacional. Hoje se estende a outras áreas, como à saúde (cláusula para exceção no caso de saúde pública)
e ao meio ambiente (exceções ao comércio para proteger meio ambiente).
A demanda para a regulação de novas áreas na OMC continua a crescer, muitos temas ainda estão sendo negociados. Na área comercial, busca-se o aprofundamento para a regulação do comércio virtual. Em outras áreas também se amplia o campo de discussão. Na conferência de Hong Kong vários temas foram trazidos, como a regulação de tecnologia e a transferência de tecnologia para países em desenvolvimento. Pode-se dizer que a tendência é cada vez ser maior a esfera de temas tratados OMC, o que vai demandar muitas negociações.
Outro resultado da rodada Doha é fortalecimento da OMC no objetivo de inserir e dar maior acesso para os países em desenvolvimento no comércio internacional. Na Conferência em Hong Kong foram firmadas várias medidas com este foco. Um exemplo foi o comprometimento em realizar linhas para a assistência ao comércio dos países em desenvolvimento, em que alguns membros, como EUA e EU, comprometeram-se em disponibilizar recursos para esse fim.
A preocupação com o meio ambiente na OMC também foi reafirmada. O desenvolvimento sustentável foi tema na Conferência Ministerial de Hong Kong. O Instituto de Estudos Avançados da Universidade das Nações Unidas (IEA-UNU) promoveu um evento na Conferência de Hong Kong para discutir e avaliar como as negociações da Rodada Doha tem tratado o desenvolvimento sustentável e foi proposta a criação de um grupo de estudo na OMC sobre o tema.

### O desafio da rodada Doha
As próximas negociações precisam firmar mecanismo para efetivar as conquistas feitas. Precisam encontrar meios de concretizar o fim dos subsídios até 2013 e formas de dar maior acesso aos países em desenvolvimento nas trocas internacionais, como afirmou o Diretor geral da OMC no fim da Conferência em Hong Kong, Pascal Lamy
Por fim há um desafio que é conseguir conciliar os diversos interesses nos variados temas e cumprir os prazos reafirmados para Rodada Doha na Conferência Ministerial de Hong Kong